# Ralph A. Lewin
Ralph Arnold Lewin (n. 1921 - f. 2008) fue un biólogo estadounidense , conocido como "el padre de la genética de las algas verdes". También fue conocido como poeta y literato.
Lewis trabajó durante casi 48 años en el Instituto de Oceanografía de la Universidad de California-San Diego, y está considerado como una autoridad en múltiples áreas de la biología marina. Organizó cursos para la Unesco en diferentes países en todo el mundo. Es autor de más de 250 publicaciones científicas.
Ralph Lewin escribió diversos libros de poesía. Fue también un destacado esperantista, y entre sus obras más difundidas se encuentra la traducción de "Winnie-the-Pooh" a esa lengua internacional.
- La abreviatura «Lewin» se emplea para indicar a Ralph A. Lewin como autoridad en la descripción y clasificación científica de los vegetales.[1]